# God Seed
God Seed — норвежская блэк-метал-группа из Бергена. Бывшие члены Gorgoroth Гаал и King Ov Hell создали группу в марте 2009 года после окончания судебного процесса о названии Gorgoroth. После нескольких концертов вокалист Гаал покинул группу в июле 2009 года, и ее деятельность была приостановлена. King ov Hell закончил музыку для первого альбома God Seed с вокалистом Шагратом и выпустил его под названием Ov Hell. Гаал вновь присоединился к God Seed в 2012 году. В январе того же года они выпустили концертный альбом Live at Wacken, а в октябре выпустили свой первый студийный альбом «I Begin».

## История
Корни God Seed идут к группе Gorgoroth и суде о названии Gorgoroth, когда давние участники группы Гаал и King Ov Hell попытались выгнать Инфернуса из группы в октябре 2007 года. Гаал и Кинг присоединились к Gorgoroth в 1998 и 1999 годах соответственно, играя на альбомах Incipit Satan (2000), Twilight of the Idols (2003) и Ad Majorem Sathanas Gloriam (2006). Два музыканта написали большую часть Twilight of the Idols и весь альбом Ad Majorem Sathanas Gloriam. Гаал также исполнил вокал на заглавном треке Destroyer (1998).
После завершения суда о Gorgoroth в марте 2009 года, когда суд признал Инфернуса законным владельцем названия группы, Гаал и Кинг создали группу God Seed. Это было название песни (первоначально предназначавшейся для заглавного трека «Twilight of the Idols») на Ad Majorem Sathanas Gloriam.
Используя имя Gorgoroth во время суда, Гаал и Кинг начали готовить новый альбом. Когда в марте 2009 года было объявлено новое название группы, стало известно, что альбом будет выпущен как первый альбом God Seed. Этот дебютный альбом должен был выйти в конце 2009 года, но позже был перенесен на начало 2010 года. Альбом должен был быть выпущен через Indie Recordings, которые подписали Гаала и Кинга, когда они использовали имя Gorgoroth во время суда.
К октябрю 2008 года для нового альбома было записано все, кроме вокала. В определенные моменты времени Гаал и другие участники группы публично заявляли, что он начал работать над текстами и вокальными партиями, но, видимо, ни в разу из этих случаев Гаал не сделал этого. В октябре 2008 года было выделено студийное время, чтобы Гаал мог приступить к работе, что привело к отмене тура. Однако в декабре 2008 года в интервью Faceculture Гаал намекнул, что он еще не работал над текстами и вокальными партиями и намеревался сделать это в какой-то момент после завершения европейского тура с Cradle of Filth, пока они все еще использовали имя Gorgoroth. В начале 2009 года Гаал улетел на отдых в Испанию. Пока Гаал был за границей, Кинг утверждал, что использовал это время для работы над текстами и вокальными партиями, но после того, как Гаал вернулся из Испании, Кинг заявил, что это еще предстоит сделать:
Мы записали все в студии и просто ждем, когда Гаал запишет вокал. Так что нам нужен только вокал и финальное сведение, прежде чем все будет готово. Иногда работать с ним в студии - сущий кошмар из-за гордости, которую он вкладывает в мельчайшие детали. Если он не в том настроении или не находит правильных слов, мы ничего не делаем. Иногда я проводил дни в студии, считая секунды, и ничего не происходило. Сейчас то же самое, но я знаю, что в конце концов результат будет уникальным и мощным. Нам нужно подождать, пока Гаал закончит писать свои тексты, чтобы выбрать название для альбома. Когда вся концепция этого альбома будет изложена лирически, мы решим, какое название использовать.
God Seed выступали на двух фестивалях Hellfest Summer Open Air и With Full Force летом 2009 года. На фестивале With Full Force в начале июля 2009 года Гаал рассказал Rock Hard, что он ушел из God Seed, сославшись на отсутствие энтузиазма. Позже Кинг пояснил, что Гаал на самом деле решил уйти из метал-музыки, и Кинг в конечном итоге создал «Ov Hell» с Шагратом из Dimmu Borgir и переписал музыку, которая должна была быть на дебютном альбоме God Seed, в свою новую группу, с текстами, написанными Шагратом.
Гаал вновь присоединился к God Seed в 2012 году. В январе 2012 года был выпущен концертный Live at Wacken, в котором содержится материал, сыгранный под именем Gorgoroth в 2008 году на Wacken Open Air во время суда о названии. Группа работает над альбомом.
23 октября 2012 года God Seed выпустили свой первый студийный альбом I Begin. Три года спустя, 15 августа 2015 года, God Seed отыграли свое последнее живое шоу на фестивале Motocultor во Франции.

## Состав
- Гаал — вокал
- King ov Hell — бас-гитара
- Stian Kårstad — гитара
- Lust Kilman — гитара
- Kenneth Kapstad — ударные
- Geir Bratland — клавишные

### Концертные участники
- Teloch — гитара
- Sir — гитара
- Garghuf — ударные
- Ice Dale — гитара
- Ник Баркер — ударные

## Дискография
- 2012 — Live at Wacken (концертный)
- 2012 — I Begin